# Ben Counter
Ben Counter (1979) è uno scrittore britannico.
È autore principalmente di libri di fantascienza e fantasy.

## Opere
Alcuni dei suoi libri:
Serie "Soul Drinkers"
- Soul Drinker, 2002
- The Bleeding Chalice, 2003
- Crimson Tears, 2005
- Chapter War, 2007
- Hellforged, 2009
- Phalanx, 2011
- Daenyathos, 2010

Serie "Grey Knights"
- Grey Knights, 2004
- Dark Adeptus, 2006
- Hammer of Daemons, 2008
- Sacrifice, 2012 (racconto)

Serie "Space Wolves", hanno partecipato alla serie anche da altri scrittori
- Feast of Lies, 2015
- The Caged Wolf, 2015
- Eye of the Dragon, 2015 (di Steve Lyons)
- Dark City (di Steve Lyons)
- The Darkness of Angels (di Rob Sanders)
- The Wolf Within (di Rob Sanders)
- Scent of a Traitor (di C. L. Werner)
- Wrath of the Wolf (di C. L. Werner)

Altri:
- Van Horstmann, 2013. Libro ottavo della serie Warhammer Heroes, scritta da diversi autori
- Arjac Rockfist: Anvil of Fenris, 2014. Libro della serie Warhammer 40,000, scritta da diversi autori
- The Agents of the Imperium Audio Collection, 2020. Libro della serie Warhammer 40,000, scritta da diversi autori